# Callicebus hoffmannsi
El tití de Hoffmann (Callicebus hoffmannsi) es una especie de primate platirrino endémico en Brasil.

## Distribución y hábitat
La especie habita en la Amazonia Central en Brasil, al sur del río Amazonas, en los estados de Amazonas y Pará. Se distribuye desde la ribera derecha del río Abacaxís hasta la orilla izquierda del río Tapajós; al sur, hasta la orilla norte del río Palmares y al norte hasta la ribera sur de Paraná do Urariá y Paraná do Ramos; al oriente a lo largo de la ribera izquierda del río Andirá y la derecha del río Uíra-Curapá. Esta especie se encuentra con más frecuencia en cerca a los pantanos y riberas de los ríos.

## Morfología
El peso promedio para los machos de la especie es de 1,09 kilogramos para los machos y 1,03 para las hembras. la fórmula dental es de {\displaystyle {\tfrac {2.1.3.3}{2.1.3.3}}} en ambos maxilares. Como los otros miembros del género, la cola no es prensil.
La especie tiene dos subespecies las cuales difieren en la coloración de su pelaje:
- Callicebus hoffmannsi baptista: las patillas, vientre y la cara interna de las extremidades son rojizo brillante o rojizo-marrón. La superficie externa de los brazos y piernas, la frente, coronilla, región dorsal y la parte lateral del tronco es de color agouti. La cola es de color negruzco.
- Callicebus hoffmannsi hoffmannsi: las patillas, vientre y la superficie interna de las extremidades son de color naranja pálido o amarillento. La superficie lateral de los miembros, frente, corona, espalda y los costados son de color agouti.

## Conservación
La Lista Roja de la UICN la considera una especie bajo preocupación menor por su amplio rango de distribución y la falta de evidencia de amenazas o disminución de la población suficiente para catalogarla como amenazada. Su rango de distribución coincide con áreas protegidas como el Parque Nacional de la Amazonia, la Floresta Nacional de Itaituba y la Reserva Amerindia Andira Marau.